# Fougerolles (Indre)
Fougerolles is een gemeente in het Franse departement Indre (regio Centre-Val de Loire) en telt 287 inwoners (1999). De plaats maakt deel uit van het arrondissement La Châtre.

## Geografie
De oppervlakte van Fougerolles bedraagt 17,6 km², de bevolkingsdichtheid is 16,3 inwoners per km².
De onderstaande kaart toont de ligging van Fougerolles (Indre) met de belangrijkste infrastructuur en aangrenzende gemeenten.

## Demografie
Onderstaande figuur toont het verloop van het inwonertal (bron: INSEE-tellingen).